# Tephroniopsis geometridalis
Tephroniopsis geometridalis is een vlinder uit de familie van de Tineodidae. De wetenschappelijke naam van de soort is voor het eerst geldig gepubliceerd in 1961 door Amsel.